# Ternas
Ternas település Franciaországban, Pas-de-Calais megyében. Lakosainak száma 130 fő (2022. január 1.). Ternas Ligny-Saint-Flochel, Averdoingt, Foufflin-Ricametz, Gouy-en-Ternois, Maisnil, Monts-en-Ternois és Neuville-au-Cornet községekkel határos.

## Népesség
A település népessége az elmúlt években az alábbi módon változott:
| Lakosok száma | 130  | 131  | 137  | 137  | 137  | 137  | 139  | 135  | 130  |
|               | 2013 | 2015 | 2016 | 2017 | 2018 | 2019 | 2020 | 2021 | 2022 |